# 1949年のラジオ (日本)
1949年のラジオ (日本)では、1949年の日本のラジオ番組、その他ラジオ界の動向について記す。

## 主なその他ラジオ関連の出来事
- 1月3日 - NHKが函館、富山でラジオ第2放送を開始。
- 7月20日 - NHKが長崎でラジオ第2放送を開始。
- 10月18日 - 連合国軍最高司令官総司令部（GHQ）による番組の検閲制度がこの日廃止される[1]。
- 12月1日 - NHK、「日本放送協会放送準則」を制定。自主的な番組基準制定の嚆矢[1]。

## 開始番組

### 1949年1月放送開始
NHKラジオ第1放送
- 2日 - 私は誰でしょう[2][1]
- 3日 - とんち教室[2]
- 4日 - 私の本棚
- 6日 - リージョナル・ショー
- 8日 - 音楽のおくりもの
- 9日 - 放送演芸会

NHKラジオ第2放送
- 4日 - 大作曲家の時間

### 1949年4月放送開始
NHKラジオ第1放送
- 3日 - ラジオ寄席
- 4日 - 朝の訪問
- 5日 - 陽気な喫茶店

### 1949年6月放送開始
NHKラジオ第1放送
- 12日 - なつかしのメロディー

### 1949年7月放送開始
NHKラジオ第1放送
- 2日 - 今週のニュース特集
- 5日 - 農家のいこい

NHKラジオ第2放送
- 20日 - NHKシンフォニーホール

### 1949年8月放送開始
NHKラジオ第1放送
- 1日 - うたのおばさん[3]

### 1949年9月放送開始
NHKラジオ第1放送
- 11日
  - 音楽の泉[3]
  - 花のコーラス
- 11日 - 光を掲げた人々
- 14日 - 上方演芸会（大阪）

NHKラジオ第2放送
- 12日 - マイクの旅

### 1949年10月放送開始
NHKラジオ第1放送
- 5日 - えり子とともに
- 30日 - 今日のあゆみ

### 1949年11月放送開始
NHKラジオ第1放送
- 12日 - 新しい道